# La Mitis
Pour les articles homonymes, voir Mitis.
La Mitis est une municipalité régionale de comté (MRC) située dans la région administrative du Bas-Saint-Laurent au Québec au Canada. Elle a été créée le 1er janvier 1982 et son chef-lieu est la ville de Mont-Joli. Elle comprend 16 municipalités et deux territoires non organisés.

## Toponymie
Le toponyme « Mitis » ou « Métis » est relié à la rivière Mitis qui a été nommé ainsi par les autochtones de Restigouche. Il s'agit d'une déformation du mot micmac « mitisk » qui signifie « bouleau » ou « tremble » en référence aux nombreux arbres de ces deux espèces présents sur les berges de la rivière.

## Géographie

### Municipalités

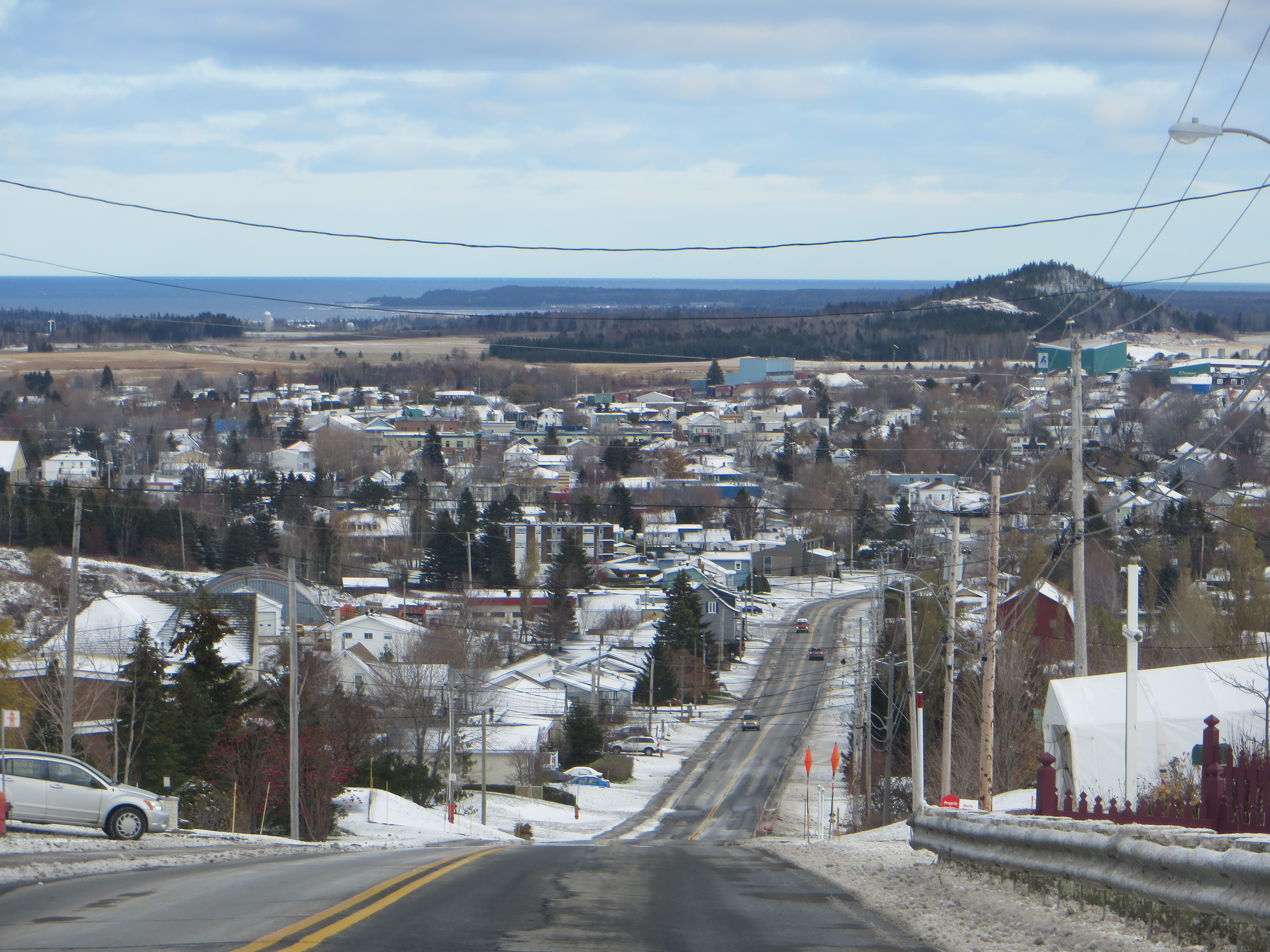
Mont-Joli

La municipalité régionale de comté de La Mitis comprend seize municipalités locales et deux territoires non organisés.
| Nom                       | Statut                   | Population 2021 | Superficie (km2) | Densité (h/km2) | Ref |
| ------------------------- | ------------------------ | --------------- | ---------------- | --------------- | --- |
| Grand-Métis               | Municipalité             | 218             | 25,3             | 8,62            |     |
| La Rédemption             | Municipalité de paroisse | 384             | 117,5            | 3,27            |     |
| Lac-des-Eaux-Mortes       | Territoire non organisé  | 0               | 954,82           | 0               |     |
| Lac-à-la-Croix            | Territoire non organisé  | 0               | 226,36           | 0               |     |
| Les Hauteurs              | Municipalité             | 485             | 104,4            | 4,65            |     |
| Mont-Joli                 | Ville                    | 6 384           | 24,3             | 262,72          |     |
| Métis-sur-Mer             | Ville                    | 594             | 263,7            | 2,25            |     |
| Padoue                    | Municipalité             | 250             | 67,4             | 3,71            |     |
| Price                     | Municipalité de village  | 1 729           | 2,5              | 691,6           |     |
| Saint-Charles-Garnier     | Municipalité de paroisse | 222             | 84,8             | 2,62            |     |
| Saint-Donat               | Municipalité de paroisse | 835             | 95,3             | 8,76            |     |
| Saint-Gabriel-de-Rimouski | Municipalité             | 1 177           | 128              | 9,2             |     |
| Saint-Joseph-de-Lepage    | Municipalité de paroisse | 590             | 32               | 18,44           |     |
| Saint-Octave-de-Métis     | Municipalité de paroisse | 493             | 75,2             | 6,56            |     |
| Sainte-Angèle-de-Mérici   | Municipalité             | 989             | 107,3            | 9,22            |     |
| Sainte-Flavie             | Municipalité de paroisse | 904             | 38,3             | 23,6            |     |
| Sainte-Jeanne-d'Arc       | Municipalité de paroisse | 217             | 112,8            | 1,92            |     |
| Sainte-Luce               | Municipalité             | 2 845           | 71,9             | 39,57           |     |
| Total                     | Total                    | 18 363          | 2 560,86         | 7,17            |     |

### Géologie
Dans l'ensemble, le territoire présente des formations rocheuses sédimentaires et métamorphiques plissées et le relief comprend trois grandes formations géomorphologiques. En bordure du littoral, on retrouve, à certains endroits, des parcelles des basses-terres du Saint-Laurent. Immédiatement au sud, il y a la zone de contrefort formée de terrasses d'argile marine recouvertes de dépôts de sable et de gravier. Cette bande en gradins assure la transition entre les basses-terres du Saint-Laurent et le plateau appalachien. La zone de contrefort ainsi que celle des basses-terres du Saint-Laurent occupent un espace réduit en bordure de la rive du fleuve. Leur largeur diminue à mesure que l'on se déplace vers l'est : environ 7 km à Sainte-Luce, alors qu'elle atteint moins de 2 km à Métis-sur-Mer. C'est sur cette bande côtière que l'on retrouve les meilleurs sols agricoles de la MRC ainsi que les plus fortes concentrations urbaines.
Les vallées des rivières Mitis et Neigette auraient été envahies par les eaux de la mer de Goldthwait. Ceci expliquerait que l'on retrouve, à la hauteur des municipalités de Saint-Donat, de Sainte-Angèle-de-Mérici, de Saint-Joseph-de-Lepage et de Saint-Octave-de-Métis, des sols composés de matériaux meubles d'origine marine. La composition de ces sols est favorable aux activités agricoles.
Au sud de la MRC, dans les municipalités des Hauteurs, de Saint-Charles-Garnier, de La Rédemption et dans les territoires non organisés, le roc affleure à de nombreux endroits et les dépôts meubles qu'on y retrouve sont de faible épaisseur. Le relief y est accidenté et comprend de nombreux lacs.

### Hydrographie

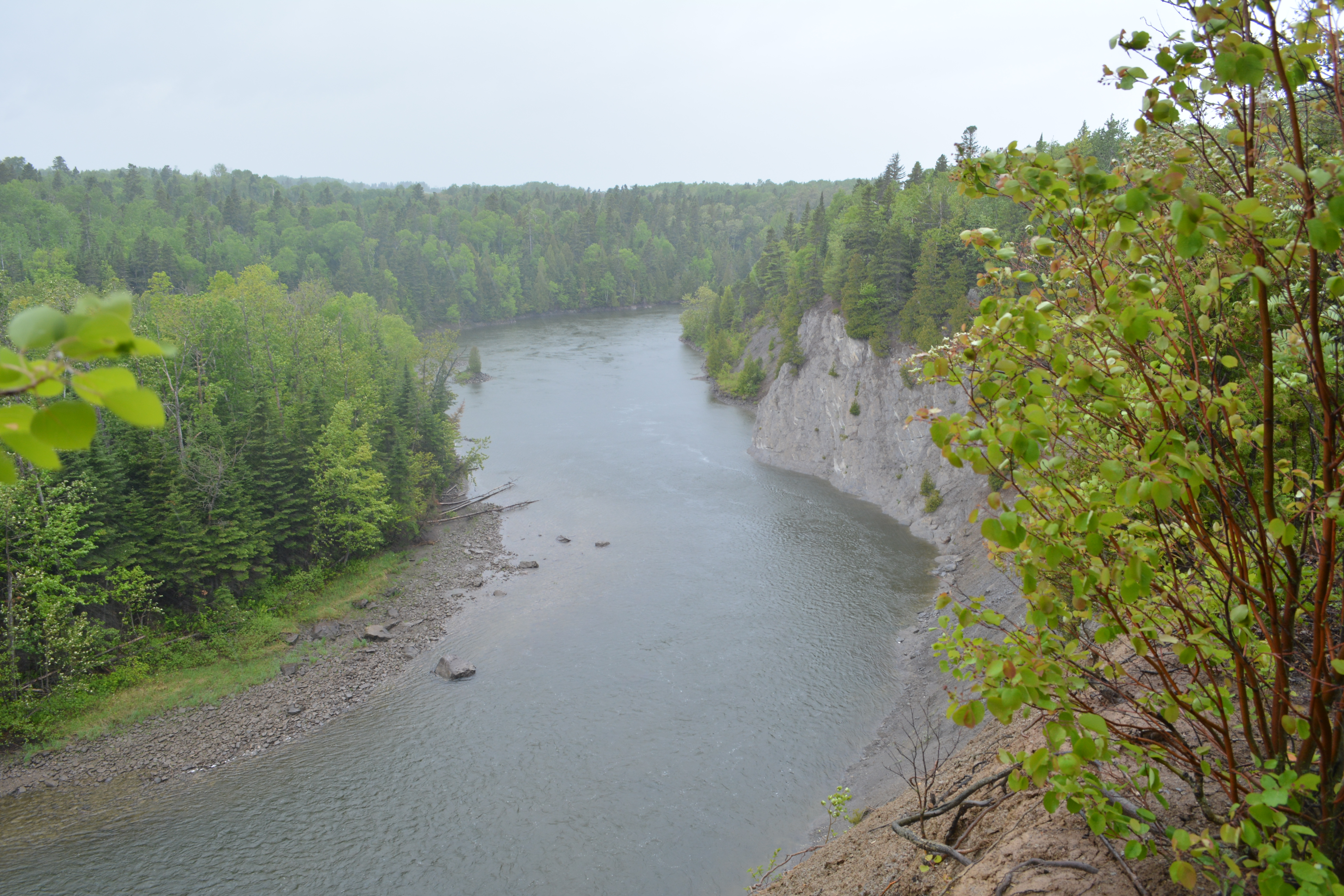
La rivière Mitis près de Price

Le réseau hydrographique du territoire est principalement marqué par la rivière Mitis. Son bassin de drainage totalise une superficie de 1 828 km2. Ses principaux affluents sont les rivières Mistigougèche et Neigette. On retrouve deux centrales hydroélectriques sur la rivière Mitis. Afin d'assurer l'alimentation régulière de ces centrales, Hydro-Québec maintient trois barrages sur la rivière Mitis et un à la tête de la rivière Mistigougèche.
On retrouve peu de lacs de grandes dimensions sur le territoire. Les lacs Mitis (21 km2), Mistigougèche (7 km2) et des Eaux-Mortes (4 km2) sont les plus grands.

### Climat
Le territoire mitissien jouit d'un climat continental humide dû à l'influence de l'estuaire du fleuve Saint-Laurent. L'intérieur des terres offre un climat quelque peu différent en raison de l'éloignement du littoral ainsi que de la différence d'altitude. Ainsi, les températures d’été sont généralement les mêmes à Mont-Joli et à Saint-Charles-Garnier, par contre, l’hiver, les températures sont sensiblement moins froides à Mont-Joli que sur le bord du fleuve.
Malgré l’influence maritime, la MRC de la Mitis reçoit en moyenne moins de précipitations que la région de Québec avec 945,2 mm à Mont-Joli contre 1 218,3 mm à Québec.

## Démographie

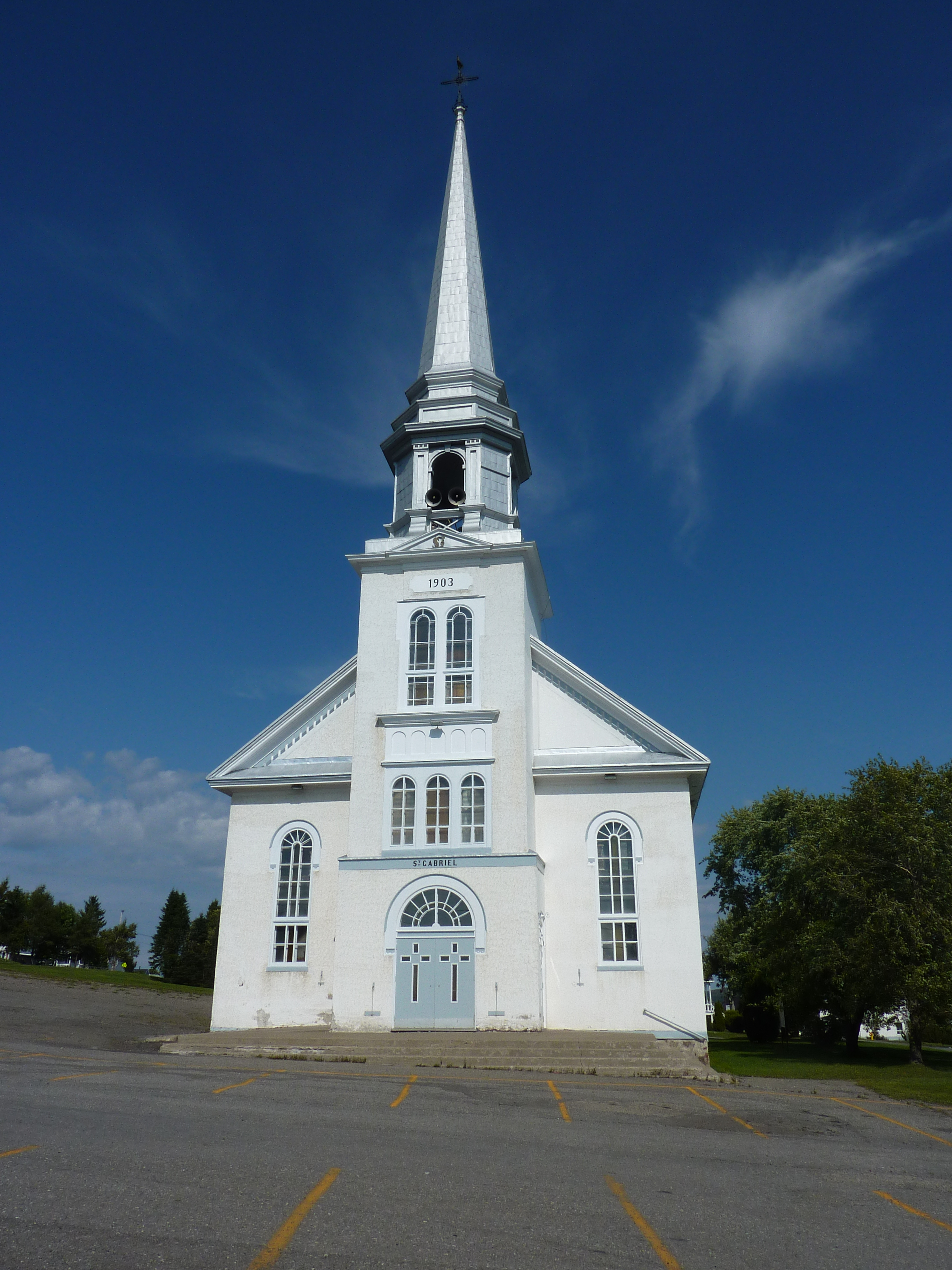
Église de Saint-Gabriel-de-Rimouski

Les premiers occupants du territoire furent les Malécites qui venaient pêcher l'anguille et le saumon à l'embouchure de la rivière Mitis. Cette rivière était le lien entre le fleuve et leur territoire habituel situé dans la région de la baie des Chaleurs.
En 1689, la première seigneurie du territoire fut cédée par le gouverneur de l'époque à Sieur François Pachot, marchand de Québec. Ce dernier établit son fief en bordure de la rivière Mitis. Le domaine Pachot s'étendait sur un mille et demi de large de chaque côté de la rivière et sur trois milles, de l'embouchure vers les hautes terres. En 1693, une seconde seigneurie située tout autour du lac Mitis, fut concédé par le gouverneur Frontenac à son filleul. Cette seigneurie n’a jamais été habitée. En 1696, Frontenac octroya une nouvelle seigneurie à Louis Lepage et à Gabriel Thivierge, son gendre. Cette nouvelle seigneurie se situait à l'ouest de la seigneurie Pachot.
Malgré l'octroi de ces seigneuries, ce n'est que vers 1790 que la colonisation s’amorce pour de bon sur le territoire mitissien. À cette époque, les premiers défricheurs provenant des vieilles paroisses de Kamouraska, et de Trois-Pistoles fondèrent les municipalités de Sainte-Luce et de Sainte-Flavie. En 1830, quelques familles de paysans ouvrirent le 3e rang de Métis qui deviendra en 1855, la paroisse de Saint-Octave-de-Métis. Déjà à cette époque se trouvaient plusieurs moulins à farine et à scie sur le territoire. Grand-Métis était alors un poste maritime important. On y retrouvait un quai, encore visible de nos jours, à l'embouchure de la rivière Mitis, un moulin à farine et un moulin à scie le long de ruisseau Brand. Vers 1880, le chemin de fer fait son arrivée dans la région favorisant l'expansion et le développement de Price, Sainte-Flavie-Station (aujourd'hui Mont-Joli) et de Sainte-Luce-Station (aujourd'hui le secteur Luceville de Sainte-Luce).
À bien des égards, le peuplement de La Mitis semblait terminé au début des années 1920. Toutefois, la crise économique de 1929 poussa le gouvernement à lancer une nouvelle campagne de colonisation. Les paroisses agro-forestières, de La Rédemption et de Saint-Charles-Garnier furent ainsi créées. Cette croissance démographique dura une trentaine d'années. À partir des années 60, la population mitissienne subit une importante baisse de sa population au profit des grands centres urbains.
| 1991   | 1996   | 2001   | 2006   | 2011   | 2016   | 2021   |
| ------ | ------ | ------ | ------ | ------ | ------ | ------ |
| 20 157 | 20 160 | 19 326 | 19 365 | 18 942 | 18 210 | 18 363 |

## Économie

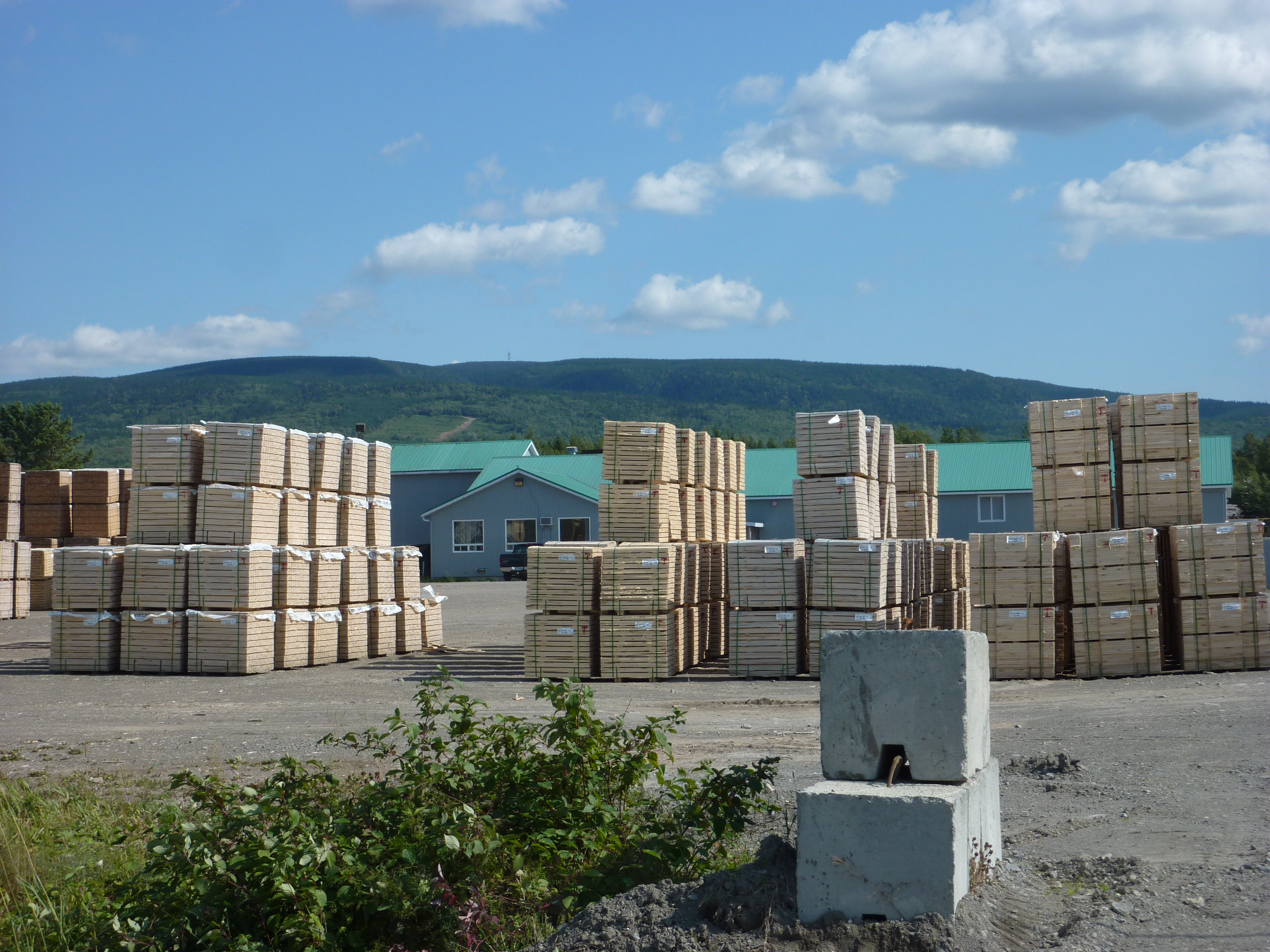
Usine de sciage à La Rédemption

L'économie de la MRC de La Mitis s'appuie en grande partie sur les secteurs primaires et secondaires (exploitation forestière, agriculture et transformation de la matière ligneuse).
En 2001, le territoire de la MRC comptait 16 055 habitants de 15 ans et plus et 45,8 % de cette population possédaient un emploi. Le taux d'activité, qui mesure la proportion des personnes occupées et des chômeurs à la recherche d'un emploi, était de 54,2 %. Ce taux est bas comparativement à celui du Québec, qui se situe à 64,2 %.

### Secteur primaire
Les emplois reliés à l'exploitation des ressources naturelles sont proportionnellement plus nombreux dans la MRC que dans l'ensemble du Québec. En 2001, les travailleurs de ce secteur occupaient 11,1 % des emplois dans la MRC contre 3,9 % pour le Québec.
La forêt s'avère être, de loin, la ressource la plus importante du territoire de la MRC. Elle constitue d'ailleurs l'industrie première de plusieurs municipalités et génère un grand nombre d'emplois. L'activité forestière domine sur les autres activités, en regard de sa valeur totale en produits transformés.
L'agriculture joue également un rôle très important au niveau du développement économique, avec des revenus de l'ordre de 32 millions de dollars en 1997. Cette même année, 311 entreprises agricoles procuraient de l'emploi direct à 378 personnes.

### Industries
Le secteur secondaire regroupe 1 440 travailleurs, soit 17,9 % des travailleurs de la MRC, ce qui est inférieur au taux québécois qui s'établit à 22,2 %. À elles seules, les cinq usines de sciage (Bowater inc., Cedrico, Lulumco, Félix Huard et Bois BSL) emploient 410 travailleurs en usine (4).
La MRC compte quatre principaux secteurs industriels : la forêt, la construction, l'agriculture et le bio-alimentaire et enfin, les équipements de transport terrestre. On y trouve aussi une fonderie qui récupère des métaux et leur donne une seconde vie.

### Services
Le secteur tertiaire regroupe 5 708 personnes, soit 71,0 % des travailleurs de la MRC. La plupart de ces emplois sont localisés à Mont-Joli. C'est dans cette municipalité que l'on retrouve le Centre mitissien de santé et de services communautaires, l'école polyvalente et la plupart des bureaux gouvernementaux.

## Culture

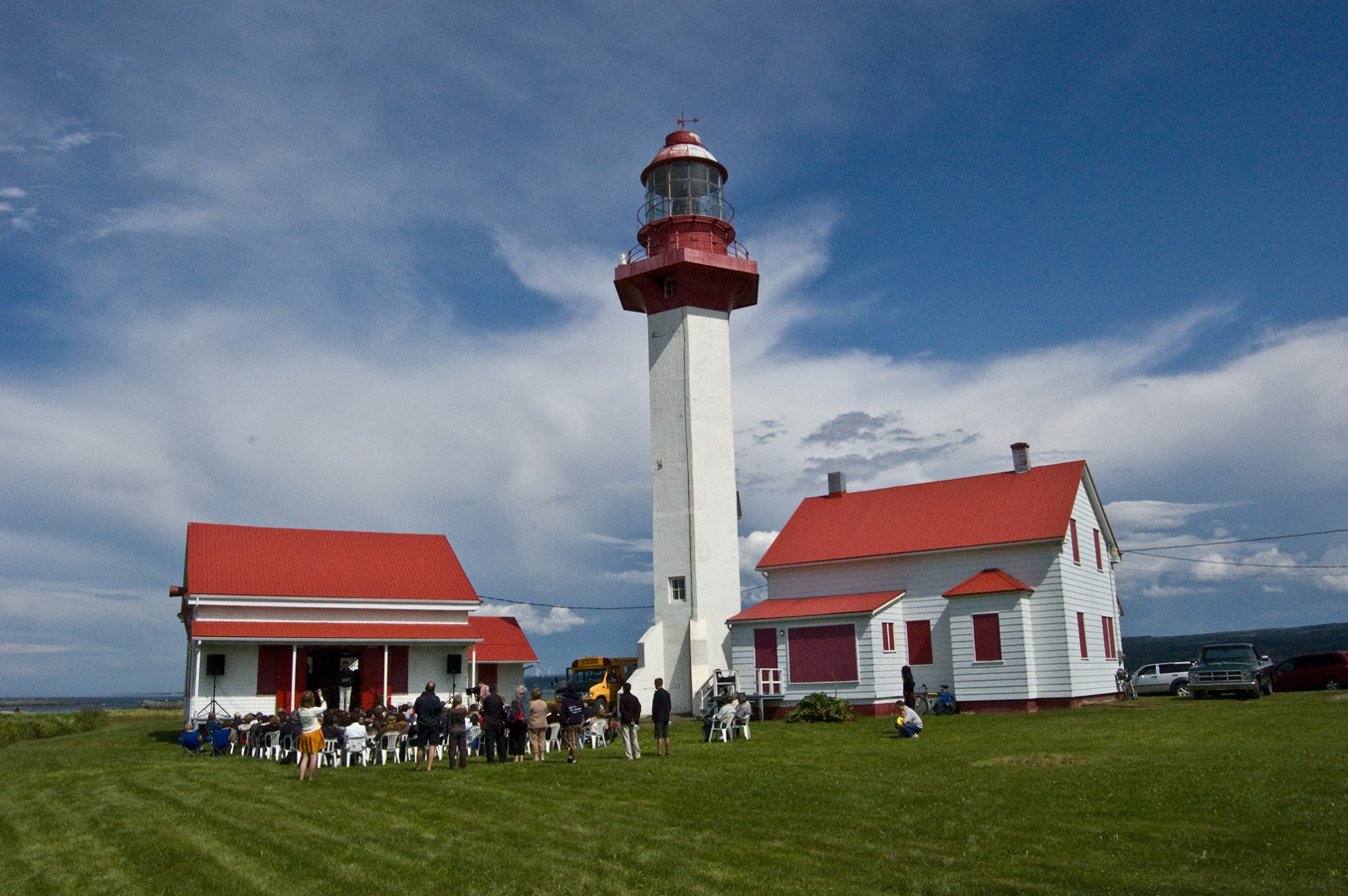
Phare de la Pointe-Mitis à Métis-sur-Mer

Le Carrefour de la littérature, des arts et de la culture (CLAC) vise à rendre la culture accessible à tous et à proximité. Sa programmation annuelle est d'abord offerte sur le territoire de La Mitis mais aussi dans les MRC de La Matapédia et de Matane. Le CLAC touche à différentes formes d'art : la littérature, la musique, la scène, les arts visuels, le cinéma, l'histoire et le patrimoine. Il organise une tournée d'auteurs et d'artistes, des thés littéraires et une activité intitulée « Des mots sur les planches ».
L’écrivain québécois Jean-Marc Cormier est un résident de la MRC de la Mitis où s’est déroulée une grande partie de sa carrière en communication.

## Éducation
La Mitis est desservie par la commission scolaire des Phares.

## Région pastorale

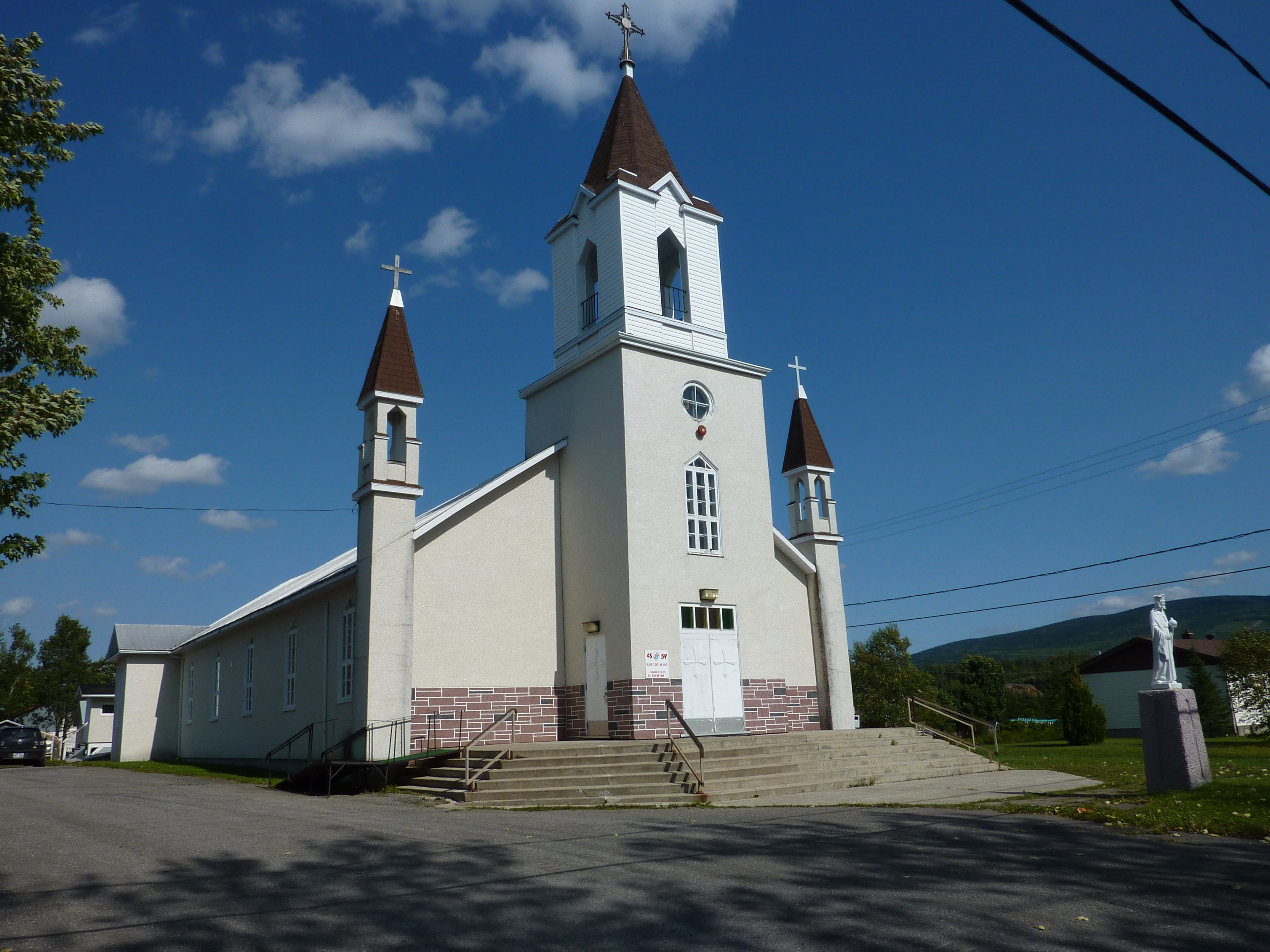
Église de La Rédemption

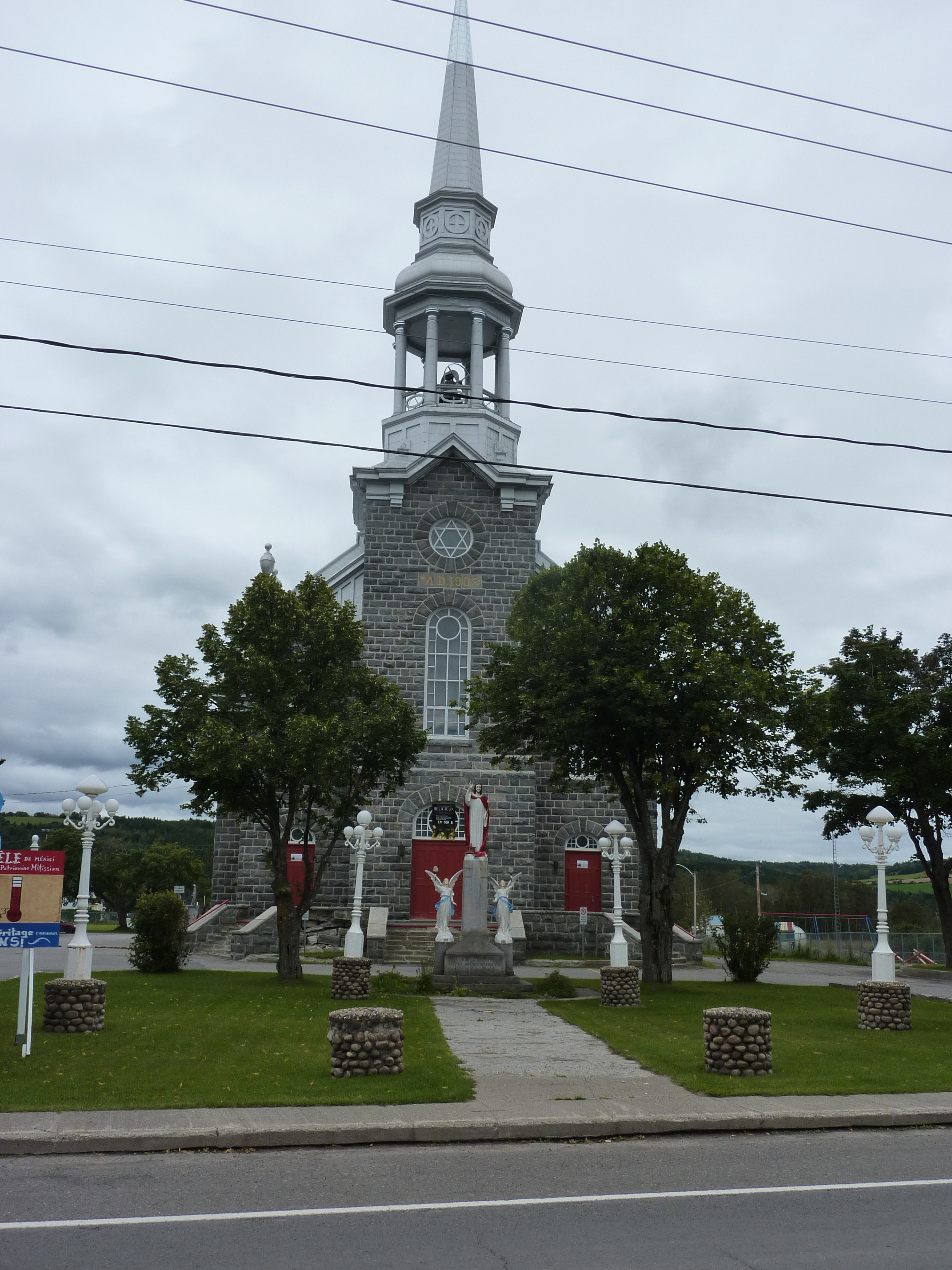
Église de Sainte-Angèle-de-Mérici

La Mitis est une région pastorale de l'archidiocèse de Rimouski divisée en 19 paroisses, dont 17 se trouve dans la municipalité régionale de comté :
- Notre-Dame-de-la-Compassion de Métis-sur-Mer
- Saint-Octave de Saint-Octave-de-Métis
- Saint-Antoine-de-Padoue de Padoue
- Saint-Rémi-de-Métis à Price
- Sainte-Flavie
- Sainte-Bernadette-Soubirous de Mont-Joli
- Notre-Dame-de-Lourdes de Mont-Joli
- Saint-Joseph-de-Lepage
- Sainte-Angèle-de-Mérici
- Sainte-Jeanne-d'Arc
- La Rédemption
- Sainte-Luce
- Notre-Dame-de-la-Paix de Sainte-Luce
- Saint-Donat
- Saint-Gabriel de Saint-Gabriel-de-Rimouski
- Saint-François-Xavier-des-Hauteurs de Les Hauteurs
- Saint-Charles-Garnier